# Vámospércs
Vámospércs là một thành phố thuộc hạt Hajdú-Bihar, Hungary. Thành phố này có diện tích 58,19 km², dân số năm 2010 là 5306 người, mật độ 91 người/km².